# مارجيت هال
مارجيت هال (بالسويدية: Margit Hall)‏ هي مهندسة معمارية سويدية، ولدت في 19 يوليو 1901 في سانت بطرسبرغ في روسيا، وتوفيت في 30 مايو 1937 بسبب سرطان.